# 悪魔のポルカ
『悪魔のポルカ』（あくまのポルカ,独: Diabolin Polka)作品244は、ヨハン・シュトラウス2世が1860年の夏にロシアのパヴロフスクで作曲した性格的内容のポルカ（・フランセーズ）である。

## 解説
1860年の夏に例年通り、ヨハン・シュトラウス2世はロシアのサンクトペテルブルク近郊の街であったパヴロフスクのヴァク・ザールで興行するためにロシアに避暑に赴き、「新サタネッラ・ポルカ」をコンサート・ピースとして新たに作曲し世に問うた。そして、このポルカは、帝政期時代のロシアの首都サンクトペテルブルクで同タイトルのもとで出版された。同年のロシアからウイーンへの帰省後、このポルカは、現行の「悪魔のポルカ」という名称に変更され、王立フォルクスガルテンの演奏会で11月25日に作曲者自身の指揮とシュトラウス楽団の演奏で初演されたものと言われる。
だが、当時のシュトラウス楽団のホルン奏者フランツ・ザバイの記録では、このポルカは、難しく容易には解釈不能な作品であるとして、新しいディアーナ・バート・ザールにおいて、1860年の11月12日の夜に、冬シーズンのコンサート開催に際して、弟のヨーゼフ・シュトラウスによって指揮された機会をこのポルカのウイーンにおける初演日だと異なる報告をしている。
シュトラウス研究の権威フランツ・マイラーは、シュトラウス2世が、この野心的なポルカに悪魔的なものを表現しようと苦心したらしいが、実際には悪魔的な音楽には仕上がらなかったと考え説いている。とは言え、このポルカの中間部のトリオの後半部分では、雄大で圧倒的な音の跳躍が聴かれ、単なる質素なポルカと呼ぶには似つかわしくない、大胆で劇的な演奏効果・気迫力を生んで、堂々とした悪魔的な音楽を創り上げて構築している作曲姿勢ぶりが窺える。
なお、これまでに、このポルカのウィーンフィル・ニューイヤーコンサートのプログラムへの登場は一度もない。